# México nos Jogos Olímpicos de Verão de 1900

O México participou dos Jogos Olímpicos de Verão de 1900 em Paris, na França. O país fez sua estreia nos Jogos em Paris,  conquistando 1 medalha.